# Парламентские выборы в Сьерра-Леоне (1982)
Парламентские выборы в Сьерра-Леоне проходили 1 мая 1982 года. Это стали первыми выборами после принятия новой Конституции, когда Всенародный конгресс был единственной разрешённой партией в стране.

## Предвыборная обстановка
После принятия поправки к новой Конституции в 1981 году первичные выборы проводились для выдвижения на одно место парламента до трёх кандидатов (все выбранные единственной партией), которые избирались в 85 округах. В результате более одного кандидата было в 66 из 85 округов. Остальные 13 из 19 безальтернативых округов были отданы членам кабинета министров.
Выборы сопровождалась насилием, в результате которого погибли более 50 человек. Всенародный конгресс использовал армию для подавления сторонников оппозиционной Народной партии. Особенно ожесточённые столкновения были в районе Пуджехун Южной провинции.
Кроме этого, 7 депутатов впрямую назначались президентом Сиака Стивенсом.

## Результаты
| Партия               | Места |
| -------------------- | ----- |
| Всенародный конгресс | 85    |
| Племенные вожди      | 12    |
| Квота президента     | 7     |
| Всего                | 104   |